# Sakurakko Club
Sakurakko Club (jap. 桜っ子クラブ Sakurakko Kurabu) – japoński program rozrywkowy emitowany na antenie TV Asahi od 1991 do 1994 roku. Jego częścią i głównym punktem była grupa idolek z początku lat 90. „Sakurakko Club Sakuragumi (jap. 桜っ子クラブさくら組 Sakurakko Kurabu Sakuragumi)” znana również jako Sakura Gumi (jap. さくら組 Sakuragumi), a gośćmi między innymi grupy Johnny's Entertainment SMAP i Tokio.

## Historia Sakurakko Club Sakuragumi
Grupa Sakura Gumi podążała typową ścieżką idoli, śpiewając oraz pozując jako gravure idol w rozmaitych magazynach dla idolek.
Jednak ich piosenki nie osiągnęły większego sukcesu, mimo że ich debiutancki singel „Nani ga Nandemo” wydany w 1992 roku był powiązany z programem „Sakurako Club”, a kolejny „DO-shite” z serialem anime „Shin-chan”.
Choć nie udało im się odnieść sukcesu jako grupie idolek, między innymi dlatego, że ich aktywność obejmowała zimowy okres idoli. Aczkolwiek jeżeli przyjrzeć się członkiniom, jakie były w grupie, odniosły one taki sam sukces jak każda inna grupa idoli.

## Członkinie Sakurakko Club Sakuragumi
- Emi Aioi (相生恵美)
- Ayaka Akimoto (秋元彩香)
- Ando Shokei (安藤小径)
- Keiko Azuma (東恵子)
- Kumiko Fujita (藤田久美子)
- Yuki Haruhara (春原由紀)
- Maiko Hoshino (星野麻衣子)
- Risa Hoshino (星野吏沙)
- Harumi Inoue (井上晴美)
- Misako Iwana (岩名美紗子)
- Miho Kanno (菅野美穂)
- Noriko Kamiyama (神山法子)
- Mayuki Kashima (鹿嶋美由紀)
- Noriko Katō (加藤紀子)
- Yuko Kitagawa (北川裕子)
- Mika Kobayashi (小林美香)
- Hiroko Kurumizawa (胡桃沢ひろ子)
- Makoto Kurusawa (黒沢真琴)
- Mika Mitsui (三井美佳)
- Maki Mochida (持田真樹)
- Ayako Morino (森野文子)
- Junna Morita (森田淳奈)
- Kanako Nakajo (中條かな子)
- Ayako Nakamoto (中元綾子)
- Miki Nakatani (中谷美紀)
- Hiroko Nakayama (中山博子)
- Nami Natsume (夏目奈美)
- Chisa Okada (岡田知沙)
- Anza Ōyama (大山アンザ)
- Shino Saito (斉藤志乃)
- Marie Sakura (桜まりえ)
- Mari Shimada (嶋田茉莉)
- Reiko Shiraha (白羽玲子)
- Nana Suzuki (鈴木奈々)
- Mika Takegoshi (竹越ミカ)
- Maya Yamauchi (山内麻弥)
- Kaori Yanagi (柳香織)

## Dyskografia

### Single
- Nani ga Nandemo (なにがなんでも) (25 listopada 1992)
- DO-Shite (DO－して) (1 lipca 1993)
- La Soldier (ラ・ソウルジャー) (1 sierpnia 1993)
- Mou Ichido Waratte yo (もう一度笑ってよ) (24 sierpnia 1994)